# Skydebjerg Kirke
Skydebjerg Kirke ligger i landsbyen Skydebjerg ca. 14 km NØ for Assens (Region Syddanmark).

## Eksterne kilder og henvisninger
- Wikimedia Commons har flere filer relateret til Skydebjerg Kirke
- Skydebjerg Kirke hos KortTilKirken.dk